# Danes jaz, jutri ti
Roman Danes jaz, jutri ti (1980) Valentina Tratnika govori o resničnih dogodkih na Primorskem v času narodnoosvobodilnega boja od leta 1943 do kapitulacije Italije.

## Vsebina
Štirinajstletni Rajko Hribar se 7. februarja 1943 prostovoljno pridruži partizanom Srnjakove čete. Zapusti domačo vas Cegovnico in se s četo pod poveljstvom komisarja Miha Graparja napoti proti svobodni Dolenjski. Spremlja ga najboljši prijatelj Janko Grapar, komisarjev sin. Pot je dolga in izčrpavajoča, bojevitost partizanov pa s težkimi razmerami peša. Večurna hoja brez počitka, lakota, prezeblost, vreme in uši so poleg Italijanov njihovi najhujši sovražniki. 
Na poti se jim pridruži četa, v kateri služi Rajkov brat Milan. Monotonost njihove odprave v Krekovšah prekini nenaden prihod italijanskih čet, kjer Rajko doživi svoj ognjeni krst. Po tem dogodku se odpravijo proti Čekovniku. Lakoto preganjajo s sladkimi koreninicami, dež pa je njihov zaveznik, saj so Italijanom manj slišni. V vasici Jurišče Milanova četa odide v drugo smer, Srnjakova pa se ponovno sreča z italijanskimi, proti katerim so nemočni zaradi neoboroženosti. Po boju pridejo neizmerno lačni v Lokev. Miha gre po hrano in se ne vrne. 
Pod Nanosom srečajo moškega, ki jih nahrani in odpelje v tabor pivško-brkinskih partizanov. Tam se počutijo manjvredne in nevpletene v dogajanje, nadaljujejo pot proti Gregorčičevemu bataljonu. Bataljona ne najdejo, zato se razdelijo v manjše skupine in odidejo proti svojim domovom. V Rajkovi skupini so trije Graparjevi (žena Milka, Janko in mlajša sestra Slavka) ter pet drugih. Ko v Predmeji prosijo za hrano, naletijo na Italijane in izgubijo sled za Jankom. Ostane le majhna skupinica štirih, ki se razkropi − skupaj pot nadaljujejo Rajko, Milka in Slavka. Odpravijo se k Milkinim sorodnikom, ki jih ne želijo sprejeti, zato je Rajko primoran pot nadaljevati sam. 
V obupu in samoti lakoto preganja z beračenjem po Kanomlji, navsezadnje pa se tudi sam odloči obiskati sorodnike. Mnogi mu pomoči ne želijo nuditi, sprejme ga le žena strica, a tudi njej okoliščine preprečijo, da bi ostal. Svakinja Tilka mu svetuje predajo.
Čeprav Rajku ta zamisel ni všeč, mu ne preostane nič drugega. Gre v bližnjo karabinjersko postajo ter se preda kot pobegli iz uporniškega gibanja, v katerega je bil prisiljen. Zgodbi Italijani verjamejo. Vseeno ga odpeljejo v zapor Coroneo, kjer občuti surovost karabinjerjev ter spozna tudi, da vsi Italijani niso fašisti. Sreča tudi komisarja Miha, ki je izžet od zasliševanj in mučenja. 
Rajka izpustijo iz zapora in mu omejijo gibanje v lastnem kraju. Izpustijo tudi njegovega očeta in mater, brat Milan pa je padel v boju. Na karabinjerski postaji mora zbirati informacije in jih posredovati partizanom. Kvesturini načrtujejo veliko akcijo na Vojskem, ki se krvavo konča v partizanski zasedi. V Italiji po izkrcanju Angloameričanov fašizem začenja izgubljati svojo moč in država dokončno kapitulira. Pride nov sovražnik, Nemci. Partizanske enote se znova organizirajo, okoliščine pa privedejo do tega, da Rajko postane komisar čete, kasneje bataljona. Pod njegovim poveljstvom doživi četa največji uspeh proti Nemcem. 
Roman se konča z Rajkovim žalovanjem za najdražjimi in mislijo na prihodnost. Boj bo njegovo zdravilo za vse bolečine.

## Kritike
"Knjiga Valentina Tratnika nam s svojo živostjo, neposrednim in odkritim prikazovanjem dogodkov, zlasti pa z iskrenostjo in tudi določeno kritičnostjo vendar nudi dovolj nazoren in zanimiv vpogled tako v razpoloženje Primorcev v tistem času kot tudi prilike in razmere na tem območju ..." (Željeznov 1980: 8)
"Knjiga v svojem žanru ni le svojevrstna po zornem kotu opazovanja in posebnem odtenku teme narodnoosvobodilnega boja, temveč tudi izjemno človeško pretreslijva in glede na dosedanje tovrstne obravnave nenavadno problematizirana." (Snoj 1980: 14)
"Tratnikovo delo je vredno branja. Je pripoved o živalski trdoživosti in pristni človečnosti obenem. [...] Delo sicer ni velika umetnina; je preprosto napisano, a v dovolj žlahtni besedi in je za vsakogar berljivo." (Šifrer 1981: 102)
"Kritično bi bilo trditi, da Tratnik o teh kvalitetah (smisel, vrednote in življenje človeka samega) molči, vendar jih ni postavil v središče pisanja in ni z njimi nakazal merila ali cene človeške usode; dal pa je izčrpno in osebno izpričano snov, ki jo je zbral in uredil v akcijsko zanimivo pripoved ..." (Simčič 1980: 9)
"Tratnik je kot domačin v knjigi zelo uspešno zabeležil dogajanja v času NOB v Idriji in njeni okolici. Knjigo so zato bralci zelo ugodno sprejeli, saj razkriva dogodke, ki še niso bili opisani." (Kovač 1980: 253)